# Váraduzsopa
Váraduzsopa (Șumugiu), település Romániában, a Partiumban, Bihar megyében.

## Fekvése
A Király-erdő nyúlványai alatt, a Gyepes-patak mellett, Félixfürdőtől délre fekvő település.

## Története
Váraduzsopa, Somogy Uzsopa nevét 1692-ben említette először oklevél Somody, Sumeggy, Pusta Somogy névváltozatokban.
1808-ban Usopa (Somogy), 1913-ban Váraduzsopa néven írták.
Borovszky Samu szerint a község azonosnak látszik azzal az Apácza-Somogy községgel, mely a 16. századi "dicalis conscriptiókban" Bihar vármegyében szerepel, és amelyet a várad-velenczei apáczák kaptak Báthori András püspöktől.
1465-ben a panaszi Pázmán család birtoka volt.
1910-ben 822 lakosából 16 magyar, 786 román volt. Ebből 804 volt görögkeleti ortodox.
A trianoni békeszerződés előtt Bihar vármegye Központi járásához tartozott.

## Nevezetességek
Görög keleti temploma – 1819-ben épült.